# Jay Graydon
Jay Joseph Graydon (Burbank, 8 ottobre 1949) è un compositore, chitarrista, produttore discografico e arrangiatore statunitense.
È il vincitore di due premi Grammy (nella categoria R&B) con dodici selezioni, tra le quali "Producer of the Year" e "Best Engineered Recording". La musica di Jay Graydon ha abbracciato molti stili e generi differenti.

## Biografia
Nato da Grace e Joe Graydon, debuttò a due anni, cantando nel "Joe Graydon Show", il primo talk show musicale trasmesso in televisione a Los Angeles, presentato dal padre. Graydon proviene da una famiglia di musicisti: suo fratello Gary suona la chitarra non professionalmente e suo padre era un cantante e compositore. Durante e poco dopo i giorni in college, Graydon suonò nella band di Don Ellis.

### Turnista a Los Angeles
Dagli ultimi anni '60 agli ultimi anni '70 fu un turnista a Los Angeles, lavorando con artisti come Barbra Streisand, Dolly Parton, Diana Ross, Randy Crawford, Ben E. King, The Jackson Five, Cheap Trick, Christopher Cross, Ray Charles, Cher, Joe Cocker, Marvin Gaye, Hall & Oates, Olivia Newton-John, Albert King. È molto conosciuto anche per il suo assolo di chitarra nel brano Peg degli Steely Dan (dall'album Aja) e per aver arrangiato Tu sei l'unica donna per me e Figli delle stelle di Alan Sorrenti, in cui è suo il famosissimo incipit di chitarra che contribuì al successo della canzone.
Infine ha diretto anche gli archi della sigla del TG1 dal 15 marzo 1976 all'8 marzo 1992.

### Produttore
La produzione di Jay Graydon include collaborazioni con gli Airplay, George Benson, Al Jarreau, Sheena Easton, Art Garfunkel, The Manhattan Transfer, Johnny Mathis, Patti LaBelle, Lou Rawls, Dionne Warwick e l'album "They Don't Make Them Like They Used To" di Kenny Rogers ed infine con David Foster.